# 黑田俊介
黑田俊介（日语：／ Kuroda Shunsuke，1977年3月18日—）是一位日本男作词家、作曲家、音樂家。在組合可苦可乐裡主要擔任主唱。呢称是「黒ちゃん」・「ロダー」・「黒やん」，血型O形。出生于大阪府堺市。先后就读堺市立晴美台小学校→堺市立槇塚台小学校、堺市立晴美台中学校、大阪体育大学浪商高等学校。已婚，并育有三位子女。

## 轶事
- 中学时期、在卡拉OK歌唱了尾崎丰的I LOVE YOU 并获得好评、自此之后「我的歌能受欢迎吧?」抱着这样的自信开始了演唱生涯。
- 本人回顾往事表示，虽然在可苦可乐结成前一个人在街边献唱、并说了不能弹吉他吉他、冬天则带着手套随意弹几下。（现在也公开表示不擅长弹吉他）。即使如此第一次的街边献唱也得到了3000日圆左右、当时本人就觉得“这就是我的天职了”。
- 小学时、似乎传播过与田原俊彦是兄弟之类的话。
- 小学高年级时的假期研究题目为、「肉的研究」。
- 常被称呼为 「可苦可乐较高的一位」、实际上身高也达到193厘米。从小开始就很高大、小学4年级的时候，被老师说像「漂流者一样（大人背着小学生的双肩书包）」因此允许其带手提包上学。
- 中学生时体格增大非常快。中学2年级的一天、由于脸色不好去看校医。被诊断为「因为骨骼长得太快脏器成长跟不上了」.
- 虽比起小渕健太郎来说作曲数量较少、9th单曲DOOR等词曲皆为他所做。比较起小渕所作曲目恋爱题材较多，黒田则是以追梦和谈到持续努力的重要性等题材为主。而且，『时光的脚步声』等与拍档合作作曲的歌曲也有一些。
- 小学到高中都一直打棒球。之後、到大阪聖徳学園社会体育専門学校处進学。拥有不少的体育类证书（『MUSIC STATION』处也曾提到）。
- 高中時代、从棒球部退部後、进入柔道部。关于这件事，本人基本没提过。
- 和専門学校時代的同学结婚了。
- 曾和スキマスイッチ的常田真太郎在胜利十一人进行比试。
- 筋肉人、北斗神拳、キャプテン、足球小将等、喜欢周刊少年JUMP的漫画。
- 喜欢披头四和史提夫·汪达、呛辣红椒等歌手、相当喜欢外国音乐。特别是史提夫·汪达的大粉丝、在朝日新闻「21STREET」处自称「堺的史提夫·汪达」。日本音乐则尊敬安全地帯的玉置浩二、musicfair玉置特集回时曾说「他的歌声，日本第一」。也翻唱了玉置作曲的「しあわせノのランプ」。
- 和絢香关系很好、曾一起作曲，実際上｢絢香×可苦可乐｣名义也出了CD。

- 第一次上『NHK紅白歌合战』(56届)时记错歌词、在当时担任常任来宾的「朝日新聞21STREET」出、反省了一番。
- レコチョク举行的、「相与其結婚的男性艺人部門」评选2010年获得2位的好成绩。
- 2007年9月8日时長男诞生、2011年4月18日次男誕生。[1]

- 2011年8月28日、小渕的喉疾为由、宣布暂时停止可苦可乐的演艺活动。黒田自身也为了旧病腰痛的恶化在休养。
- 2015年4月29日时三男诞生。[2]